# Chevalier Paul (contre-torpilleur)
Cet article concerne un contre-torpilleur français. Pour le marin éponyme, voir Chevalier Paul. Pour les autres navires du même nom, voir Chevalier Paul (navire).
Le Chevalier Paul était un contre-torpilleur de la Marine française. Il faisait partie des 36 contre-torpilleurs construits entre 1923 et 1937.

## Origine du nom: Le navigateur Jean Paul de Saumeur
Jean-Paul de Saumeur, dit le Chevalier Paul (1598-1667), est un navigateur français. Issu d'une famille catholique et bourgeoise du Dauphiné, il est le fils d'Elzias Samuel et de Jeanne Riche.

## Armement

### Artillerie
- Cinq canons sous tourelles de 138,6 mm modèle 1927[2]. Poids du canon : 10,7 t, tirant des obus (manipulés à bras) de 40 kg avec douille de 9 kg à Vo = 700 m/s, à la cadence de 15 coups/min. Portée : 16 500 m. Munitions 200 coups/pièce, soit 1 000 obus + 1 000 douilles.
- Quatre canons de 37 mm AA modèle 1925[2]. Cadence de tir 20 à 30 coups/min à Vo=810 m/s. Portée : 5 000 m contre avion, 9 500 m maxi contre but marin. Munitions : 500 coups / pièce, soit 2 000 cartouches. Un canon double de 37, modèle 33, est ajouté en janvier 1941.
- Quatre mitrailleuses Hotchkiss de 13,2 mm modèle 1929 sur deux affûts CAD modèle 1931. Cadence de tir 450 coups/min. Portée : 2 500 m. Munitions : boîtier-chargeur de 30 cartouches, 2 400 coups par tube, soit 9 600 cartouches. Deux mitrailleuses Browning de 13,2 mm, modèle 1940 avec 2 500 cartouches sont ajoutées en février 1941.
- Sept tubes lance-torpilles de 550 mm modèle 1928 D[3] (deux plates-formes doubles et une triple). Les torpilles sont toutes à poste dans les tubes, leur poids (deux tonnes) ne permettant pas leur manipulation à la mer. Vitesse : 39 nœuds, portée : 13 000 m. La plate-forme triple est supprimée en février 1941.

### Armement anti-sous-marin
- Grenades sous-marines : deux grenadeurs de sillage sous le pont arrière, contenant 2x8 grenades chargées, plus 8 grenades en soutes. Cadence de mouillage : une grenade toutes les six secondes. Réglage de la profondeur entre 30  et   100 m.
- Mines sous-marines : deux voies permettent d'embarquer deux trains de vingt mines (500 kg dont 80 kg de charge explosive) mouillées par l'arrière[4].

## Historique et service

### Commande et lancement
Le Chevalier Paul fait partie d'une tranche de six bâtiments dont l'appel d'offre est signé le 17 octobre 1929 (marché no 5268 F avec les Forges et Chantiers de la Méditerranée de La Seyne-sur-Mer pour la fourniture au prix de 56 500 000 francs du Da-15). Les cinq autres bâtiments sont baptisés Vauquelin, Kersaint, Cassard, Tartu, Maillé-Brézé, noms de célèbres marins des XVIIe et XVIIIe siècles. Le Chevalier Paul est lancé à la Seyne le 21 mars 1932, mais sa recette officielle est retardée jusqu'au 22 novembre 1933, car il doit céder le réducteur principal de sa machine tribord pour permettre de réparer rapidement celui du contre-torpilleur Aigle.

### La guerre d'Espagne (17 juillet 1936 –1eravril 1939)
Des généraux espagnols déclenchent une guerre civile contre le gouvernement républicain. Les putschistes sont soutenus par l'Allemagne et l'Italie, tandis que le gouvernement des républicains est plus discrètement soutenu par la France, la Grande-Bretagne,mais surtout par l'Union soviétique. La Marine nationale assure d'abord des évacuations de ressortissants français et de réfugiés. Les accords de Nyon (14 septembre 1937) et de Paris (30 septembre 1937) permettent d'organiser un dispositif spécial en Méditerranée avec des zones de surveillance attribuées à la France, la Grande-Bretagne et l'Italie. Le Chevalier Paul avec le 5e DCT (Division de contre-torpilleurs), est en mission du 18 avril 1937 au 27 mars 1938, le long des côtes espagnoles, à Palma, Barcelone, Valence. Le 3 mars 1938, le Chevalier Paul et le Tartu sont attaqués par méprise par l'aviation gouvernementale espagnole au large du cap San Sébastian. Les bâtiments français portent pourtant leurs marques de neutralité (les trois couleurs bleu, blanc, rouge, peintes sur les masques des pièces no 2, 3, et 4). La 5e DCT est relevée le 27 mars par la 3e DCT. Le Chevalier Paul est encore détaché au dispositif spécial en Méditerranée du 10 au 30 août 1938.

### Déclaration de guerre avec l'Allemagne (3 septembre 1939)
Le Chevalier Paul effectue de nombreuses missions d'escorte de convois en Méditerranée et en Atlantique et de chasse contre les sous-marins allemands.

### Campagne de Norvège (8 avril-11 mai 1940)
En avril 1940, le 5e DCT est rappelée à Brest pour participer aux opérations de Norvège, destinées à couper l'approvisionnement en fer de l'Allemagne. Le Chevalier Paul la rejoint de Casablanca à Scapa Flow le 10 avril. Le 16, à 5 heures, la division (le Tartu, le Chevalier Paul, le Maillé-Brézé), plus le contre-torpilleur Épervier et le croiseur anglais Cairo appareillent de la Clyde, escortant un convoi de troupes composé des croiseurs auxiliaires Ville-d'Oran, El-Djézaïr, El-Mansour, El-Kantara et du paquebot anglais Franconia. Le 19 au soir, en Norvège, à l'entrée du Folden Fjord, le convoi est attaqué par la Luftwaffe. Le convoi débarque les troupes et leur matériel à Namsos. Le convoi repart avec son escorte le lendemain à 2 h 30 vers les îles Shetland et le 22 avril, la division mouille à Sullom-Voë pour se ravitailler. Après une mission à Harstat, dans la région de Narvik, le Chevalier Paul rentre à Scapa Flow le 2 mai avec le Tartu, et le 3, tous deux reçoivent du commandant en chef de la Home Fleet l'ordre d'appareiller avec les deux contre-torpilleurs anglais (classe Tribal) Sikh et Tartar pour exécuter un raid au voisinage du Stavanger Fjord, où l'on suppose qu'un convoi allemand doit passer le soir, vers 23 h. Les quatre bâtiments appareillent à 18h15 et mettent en route à 30 nd, mais aucun ennemi n'est rencontré. Pour sa participation aux opérations de Norvège, le Chevalier Paul est l'objet d'une citation à l'Ordre de l'Armée de Mer.

### Opération Vado (14 juin 1940)
Après l'entrée en guerre de l'Italie, le 10 juin, les contre-torpilleurs de la 5e DCT (le Chevalier Paul, le Tartu et le Cassard) sont bombardés le 13 juin par l'aviation italienne. En représailles, l'opération Vado, mobilisant la 5e DCT qui escorte les croiseurs de la 3e division, est déclenchée pour bombarder les installations industrielles de la région de Gênes. Le Chevalier Paul ouvre le feu sur les réservoirs de pétrole de la firme Petrolea à Vado. Le Tartu est encadré par des sillages de torpilles. Elles se dégagent à grande vitesse sans avaries majeures. À 6 h 10, alors que l'escadre fait route sur Toulon, le Chevalier Paul signale un sous-marin en plongée et le Cassard grenade, sans résultat. La 3e escadre, dont fait partie le Chevalier Paul, est citée à l'ordre de l'Armée de Mer, le 10 juillet 1940 avec le motif suivant : « Sous le commandement du vice-amiral Duplat a magnifiquement exécuté une mission de bombardement contre la terre sous le feu des batteries côtières et les attaques des vedettes rapides ennemies. » L'armistice franco-allemand est signé le 22 juin 1940. La mission de la 5e DCT est devenue sans objet. Le Chevalier Paul et les autres contre-torpilleurs sont mis en gardiennage à Toulon et rattachés organiquement aux Forces de haute-mer.

### Torpillage duChevalier Paul(16 juin 1941)
Maintenue armée à la suite de l'agression de Mers el Kébir, la flotte française a pour mission d'empêcher toute main mise de l'ex-allié britannique sur le territoire de l'Empire. Celui ci est susceptible d'être utilisé comme monnaie d'échange dans des négociations de paix avec l'Allemagne. En juin 1941, le Chevalier Paul et réarmé et reçoit l'ordre de rallier Beyrouth, en renfort de la 3e DCT, et d'embarquer un renfort de munitions pour compléter l'approvisionnement de ses unités. Le Chevalier Paul est repéré et suivi par un hydravion Shorts Sunderland britannique, peu après avoir quitté le détroit de Messine. Attaqué par des avions britanniques, il est torpillé dans la nuit du 12 juin 1941 par un avion torpilleur. Un autre avion torpilleur lance une seconde torpille qui manque son but. Les canonniers du Chevalier Paul l'abattent. La torpille qui a fait but a détruit les chaufferies et faussé un arbre d'hélice qui à son tour a endommagé les cloisons étanches. Le bâtiment immobilisé coule lentement en s'enfonçant par l'arrière, laissant à l'équipage le temps d'évacuer en bon ordre et d'embarquer sur les radeaux et embarcations de sauvetage. Les contre-torpilleurs Guépard et Valmy recueillent les survivants du Chevalier Paul. Sur 255 hommes, 245 sont sains et saufs.

## Indicatifs visuels successifs
- Chiffre 3 blanc souligné de noir en 1934-35 plus un anneau blanc (5e division) peint sur la 1re la cheminée à partir d'octobre 1934
- Nombre 53 (division : 5 et ordre : 3 ) peints en blanc avec relief noir, à partir d'octobre 1936
- Lettre et nombre X 52 (X : contre-torpilleur; 5 : division et 3 : ordre dans la division) peints en blanc avec un relief noir à partir du 27 février 1939
- Chiffre X 52 peints couleur "rouge brique" avec un relief noir en mars 1940

## Successeurs
- L'escorteur d'escadre de Classe T 47 Chevalier Paul[10]

Faisant partie d'un programme de 18 escorteurs d'escadre, le Chevalier Paul est lancé le 28 juillet 1953. Il porte l'indicatif visuel D 626. Avec un équipage de 350 hommes, il participe à de nombreux exercices avec les flottes européennes et américaines. En 1969, il escorte le sous-marin nucléaire Le Redoutable au cours de ses essais. Il est désarmé le 21 juin 1971.
- La frégate de défense anti-aérienne Chevalier Paul, de la classe Horizon

Lancée le 12 juillet 2006, basée à Toulon, elle porte l'indicatif visuel D 621. Une maquette au 1/100 est exposée au Musée national de la Marine à Paris.